# Bảy chiếc lưỡi mác của Belina
Bảy chiếc lưỡi mác của Belina, còn được gọi là Belina's Seven và The Seven Uhlans (tiếng Ba Lan: Ulanska siodemka) là một cái tên được đặt cho một nhóm trinh sát gắn kết của Hiệp hội Riflemen. Vào ngày 2 tháng 8 năm 1914, theo lệnh của Józef Piłsudski, bảy uhlans đã vượt qua biên giới giữa Áo Galicia và Quốc hội Ba Lan, trong một nhiệm vụ thu thập thông tin về các lực lượng Nga trong khu vực Miechów và Jędrzejów. Các thành viên của nhóm sau này trở thành những lực lượng kỵ binh tinh nhuệ của Cộng hòa Ba Lan thứ hai (xem thêm kỵ binh Ba Lan). 

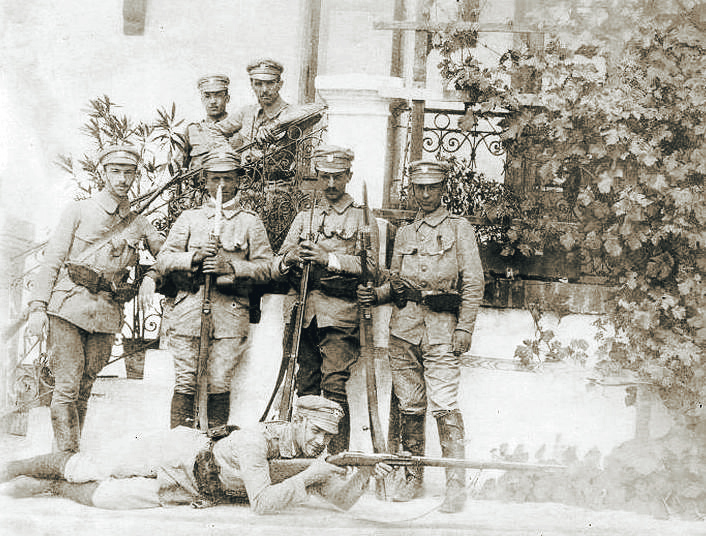
Ngày 4 tháng 8 năm 1914 Bảy lưỡi thương của Belina ở Goszyce: Hàng trên cùng từ trái sang phải: Ludwik Skrzyński "Kmicic", Władysław Prażmowski "Belia". Hàng giữa Từ trái qua phải: Zygmunt Karwacki "Bończa", Stanisław Skotnicki "Thunder", Janusz Głuchowski "Janusz", Antoni jablonski "Zdzisław"; Ảnh dưới: Stefan Kulesza "Hanka"

Belina's Seven được đặt theo tên của Władysław Belina - Prażmowski (nom de du kích Belina), người phụ trách nhóm. Các thành viên khác bao gồm:
- Janusz Gluchowski ("Janusz"),
- Antoni Jablonski ("Zdzislaw"),
- Zygmunt Karwacki ("Boncza"),
- Stefan Kulesza ("Hanka"),
- Stanisław Grzmot-Skotnicki ("Grzmot"),
- Ludwik Kmicic-Skrzyński [pl] ("Kmicic").

Vào ngày 03 tháng 8 năm 1914 sau nửa đêm, nhóm trang bị súng trường và súng ngắn, và được trang bị cả với quần áo dân sự và quân phục, vượt qua biên giới với hai ngựa kéo britzkas (toa xe). Kế hoạch của họ là thâm nhập khu vực này, phá hủy một văn phòng động viên Quân đội Nga ở Jedrzejow, bắt ngựa và trở thành một đơn vị kỵ binh.
Vào buổi sáng, bảy người đàn ông đến một trang viên ở Goszyce, thuộc về Zofia Zawiszanka, một thành viên của các tổ chức yêu nước Ba Lan và bạn thân của Zygmunt Karwacki. Sau khi nhận thức ăn, họ tiếp tục hành trình về phía Jedrzejow. Trước sự ngạc nhiên của họ, lực lượng Nga đã từ bỏ thị trấn, lo sợ trước tin đồn về lực lượng lớn Ba Lan đang tiến về phía họ.
Thủ lĩnh của nhóm, Wladyslaw Prazmowski, đi đến kết luận rằng nhiệm vụ đã hoàn thành và quyết định quay trở lại Galicia, thông qua Słomniki. Belina muốn tấn công một tiền đồn biên phòng của Nga ở Słomniki, nhưng sau khi đến đó, hóa ra lực lượng Nga quá đông. Phiến quân Ba Lan quan sát kẻ thù từ xa, và khi quân Nga rời Słomniki, họ lên đường trở về.
Rạng sáng ngày 4 tháng 8 năm 1914, Belina và người của ông đến làng Prandocin. Bất ngờ họ phát hiện một chiếc tuần tra có gắn máy bay của Nga. Belina, người đánh giá thấp lực lượng của kẻ thù, đã ra lệnh cho người của mình tấn công bằng lưỡi lê. Người Nga, đông hơn, nhưng không biết sức mạnh của phiến quân, đã rút lui về phía Skalbmierz.
Tại làng Skrzeszowice, quân nổi dậy nhận được ngựa, và vào ngày mùng 4 tháng 8, họ trở về Galicia mà không bị thương.